# Ana Milena Muñoz de Gaviria
Ana Milena Muñoz de Gaviria (de soltera, Muñoz Gómez; Pereira, 29 de enero de 1956) es una política, economista, arquitecta, columnista y diplomática colombiana que se desempeña como Embajadora de Colombia en Egipto desde 2019 y anteriormente como Primera dama de Colombia de 1990 a 1994.
Nacida en Pereira, Risaralda, Muñoz de Gaviria se graduó de economía en la Universidad de los Andes. Como primera dama, trabajo en pro de la lectura, la juventud y la mujer. 

## Biografía
Ana Milena Muñoz Gómez nació el 29 de enero de 1956 en Pereira, Risaralda. Su padre fue el comerciante Jorge Muñoz Mejía y su madre Lida Gómez, estudio en el Colegio de los Sagrados Corazones de Pereira. Más tarde entraría a estudiar en la Universidad de los Andes. Contrajo matrimonio con César Gaviria el 20 de junio de 1978 y en 1980 naceria su primer hijo Simón y en 1983 su única hija María Paz. 

### Primera dama de Colombia
El 7 de agosto de 1990, Ana Milena sucedió a Carolina Isakson de Barco. En calidad de primera dama de Colombia gestó, lideró e impulsó actividades orientadas a la educación, salud, la mujer, la familia y la cultura siendo la pioneras de la Fundación Nacional Batuta. Por medio de su iniciativa se crearían durante la administración presidencial de César Gaviria la Consejería para la Juventud, la Mujer y la Familia, la Corporación Sur por medio de la cual más tarde se crearía el Programa Familia, Mujer, Infancia "FAM1", bajo la coordinación del Instituto Colombiano de Bienestar Familiar dirigido a madres gestantes y lactantes y a los niños menores de dos años.
En 1992, se converitiria en la primera primera dama en presidir la Celebración del V Centenario del Descubrimiento de América
remplazando al historiador Germán Arciniegas.